# James Piccoli
Pour les articles homonymes, voir Piccoli.
James Piccoli (né le 5 septembre 1991 à Montréal) est un coureur cycliste canadien.

## Biographie
Au mois d'août 2017, il termine dixième du Tour de l'Utah.
Le 2 mai 2020 il effectue l'Everesting du Mont Royal pour récolter des fonds afin d'aider les personnels soignants engagés dans la lutte contre le coronavirus,. En aout, il se classe dixième du Tour de Hongrie.

## Palmarès
- 2013
  -  Médaillé d'argent de la course en ligne des Jeux du Canada
  -  Médaillé de bronze du contre-la-montre des Jeux du Canada
- 2015
  - 3e du Mount Washington Hillclimb
- 2016
  - 2e étape de la Killington Stage Race
  - Classement général de la Green Mountain Stage Race
  - Tobago Cycling Classic
  - 2e de la Killington Stage Race
- 2017
  - Tour de Southland :
    - Classement général
    - 4e étape

  - 2e de la Valley of the Sun Stage Race
  - 3e de la Tucson Bicycle Classic
- 2018
  - Tour de Beauce : 
    - Classement général
    - 4e étape

  - 4e et 5e étapes du Tour de Southland
- 2019
  - 4e étape du Tour de Taïwan
  - San Dimas Stage Race :
    - Classement général
    - 1re (contre-la-montre) et 3e étapes

  - Tour of the Gila : 
    - Classement général
    - 1re étape

  - 2e étape du Tour de Beauce
  - Prologue du Tour de l'Utah
  - 2e du Tour de Taïwan
  - 2e de la Joe Martin Stage Race
  - 2e du Tour de Beauce
  - 2e du Tour de l'Utah
- 2021
  - 1re étape (b) de la Semaine internationale Coppi et Bartali (contre-la-montre par équipes)
  - 2e du Tour du Rwanda
- 2023
  - 3e étape du Tour de Hainan
  - 2e de la Syedra Ancient City
  - 3e du Tour de Hainan

## Classements mondiaux
| Année                                 | 2016  | 2017 | 2018 | 2019 | 2020 | 2021 | 2022  | 2023 |
| ------------------------------------- | ----- | ---- | ---- | ---- | ---- | ---- | ----- | ---- |
| Classement mondial                    | 1156e | 933e | 535e | 165e | 579e | 376e | 1057e | 374e |
| UCI Asia Tour                         | nc    | nc   | 641e |      |      |      |       |      |
| UCI America Tour                      | 123e  | 52e  | 17e  | 14e  | 42e  | 34e  | 122e  | 35e  |
|                                       |       |      |      |      |      |      |       |      |
| Légende : nc = non classéSource : UCI |       |      |      |      |      |      |       |      |

## Résultats sur les grands tours

### Tour d'Espagne
2 participations
- 2020 : 125e
- 2021 : 86e